# Neve 8078

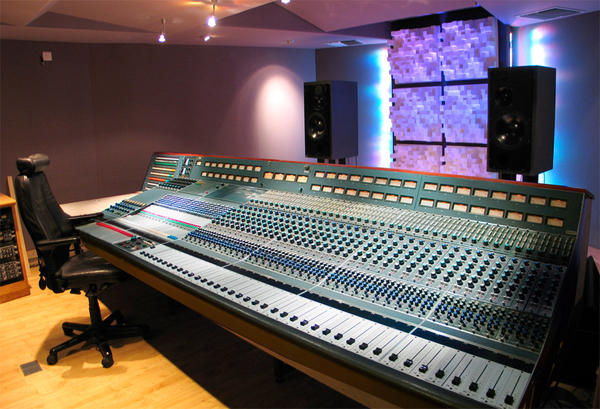
Neve 8078 personnalisé dans le studio The Way Recording Studio London

La Neve 8078 est la dernière des consoles de mixage analogiques filaires "80 series" conçues et fabriquées par Neve Electronics. Cette console fut créée en 1961 par l'ingénieur électronique anglais Rupert Neve pour les studios d'enregistrement haut de gamme des années 1970. Certaines ont été construites entièrement sur mesure pour de grands studios comme CBS Sony. 
La rareté de ces consoles les rend précieuses. Le son classique des Neve a figuré sur des disques d'artistes tels que Queen (Neve 8048 Mountain studios Montreux), Steely Dan, Nirvana, Megs McLean, Pink Floyd, Dire Straits, Quincy Jones, George Clinton et Chick Corea . 
Seul un nombre limité de ces consoles furent fabriquées et il n'y a désormais que quelques studios qui possèdent une console 8078 fonctionnant toujours parfaitement près de 50 ans après leur fabrication. Ceux-ci inclus : 
- Groove Masters Studio (72 canaux) à Santa Monica, Californie
- Blackbird Studio A (72 canaux) à Nashville, Tennessee [1]
- Club-house Rhinebeck (8028), à New-York
- Dockside Studio (8058 à 52 canaux avec automatisation) à Milton, Louisiane
- EastWest Studios (fermé et rouvert) à Los Angeles
- Electric Lady Studios à New York
- ElectraSonic Sound Recording Studio à North Vancouver, Colombie-Britannique, Canada[2]
- Vox Recording Studios (8028 à 24 canaux) à Hollywood
- Lattitude Studio South [3] à Leipers Fork (Nashville) Tennessee appartenant au producteur, écrivain, ingénieur, arrangeur Michael Lattanzi. La console venait de Los Angeles et appartenait auparavant à Dave Way
- Long View Studios à North Brookfield, Massachusetts
- Ocean Way Nashville (80 entrées) Nashville
- Oscilloscope Laboratories [4] (personnalisé modifié avec 72 canaux de faders volants) à Tribeca, New York. Anciennement installée chez Threshold Sound + Vision[5], avec un side - car API. Auparavant installée chez Sony Music West à Santa Monica, Californie
- The Parlor Recording Studios à la Nouvelle-Orléans, Louisiane[6]
- Pedernales Country Club Willie Nelson's studio à l'extérieur d'Austin, Texas[7].
- Royaltone Studios à North Hollywood, Californie (maintenant propriété de la productrice-compositrice Linda Perry) [8]
- Site Recording Environment dans le comté de Marin, en Californie
- Sonic Ranch [9] à Tornillo, Texas. Cette console personnalisée dispose de 80 canaux pré-amplifiés (deux consoles combinées par Pat Schneider et Bill Dooley ) avec des faders volants, 32 canaux d'entrées moniteur et les 24 bus Neve vintage les plus grands dans le monde. Originellement installée à Motown West Coast, elle a déménagé au Brooklyn Studios à Los Angeles, propriété de Freddy Demann et Madonna, puis fut acquis par Yoshiki de X Japan.
- Sound City Studios (exploitant une 8028 [10] à 28 canaux et une 8078 à 40 canaux) à Van Nuys (le studio a fermé ses portes en mai 2011 et rouvert début 2017). La console a été achetée par Dave Grohl pour son studio personnel, le Studio 606. En 2013, Dave Grohl a produit un documentaire à ce sujet, et un album enregistré avec un grand panel de rock stars, appelé Sound City
- Sphere Studios à Los Angeles, Californie
- The Way Recording Studio Londres

Le studio d'enregistrement d'Air Studios à Montserrat fondé par George Martin, qui a enregistré l'album primé Brothers in Arms de Dire Straits, a été enregistré sur une console Neve sur mesure (A4792) construite en 1978 et qui palliait bon nombre des insuffisances de la série 8078. Elle est maintenant utilisée aux studios Subterranean Sound à Toronto, Ontario. Seules trois de ces consoles ont été fabriquées avec les deux autres initialement installées aux Air Studios de Londres. Air Lyndhurst possède toujours l'une des deux consoles restantes en service aujourd'hui. L'autre console est utilisée au Warehouse Studio à Vancouver, Colombie-Britannique.